# Bataille de Puebla
Pour les articles homonymes, voir Siège de Puebla (homonymie) et Puebla (homonymie).
 (octobre 2012).
Si vous disposez d'ouvrages ou d'articles de référence ou si vous connaissez des sites web de qualité traitant du thème abordé ici, merci de compléter l'article en donnant les références utiles à sa vérifiabilité et en les liant à la section « Notes et références ».
Expédition du Mexique
Batailles
- Fortín
- Las Cumbres
- 1er Puebla
- Barranca Seca
- Cerro del Borrego
- Tampico
- 2e Puebla
- Atlixco
- San Pablo del Monte
- San Lorenzo
- Totoapan
- Morelia
- Campeche
- Veranos
- Tacámbaro
- La Loma
- Parral
- Chihuahua
- Álamos
- Ixmiquilpan
- Bagdad
- Camargo
- Miahuatlán
- Carbonera
- Guayabo
- Villa de Álvarez
- San Jacinto
- Querétaro

La bataille de Puebla est un combat qui s’est déroulé le 5 mai 1862 autour de la ville de Puebla de los Angeles, entre les armées mexicaines, dirigées par Ignacio Zaragoza, et celles du Second Empire français, dirigées par Charles Ferdinand Latrille, comte de Lorencez, pendant l'expédition du Mexique. Malgré une armée considérée comme inférieure, les Mexicains ont gagné la bataille contre un corps expéditionnaire issu de l'une des armées les plus expérimentées et respectées de son époque. Depuis la bataille de Puebla, le 5 mai (El Cinco de Mayo) est célébré au Mexique et aux États-Unis, notamment en Californie.

## Faits antérieurs à la bataille
En octobre 1861, la France, l’Angleterre et l’Espagne ont établi la convention de Londres, dans laquelle ils se promettent d’envoyer des contingents militaires au Mexique pour exiger leurs droits comme créditeurs d’une dette de plus de 80 millions de pesos. Une fois réunis, les représentants de ces trois pays envoient un ultimatum au Mexique pour demander le paiement des dettes, menaçant d’envahir le pays. Juárez, qui gouverne un pays qui est en train de se développer économiquement, envoie une invitation pour obtenir un accord amical, les invitant à débattre, accompagnant le message de la dérogation du décret annulant les paiements. De plus, en vue de la possibilité d’une invasion militaire jusqu’à la ville de Mexico, il ordonne le transfert de munitions et la fortification de Puebla, ainsi que la création d’une unité appelée Ejército de Oriente (es) (armée d’Orient), sous le commandement du général José López Uraga (es). À cause de son incapacité, il est remplacé par Ignacio Zaragoza qui a quitté le ministère de la Guerre. Il se dirige à Puebla pour organiser l’opposition à l’avancée française avec près de 10 000 hommes ; quantité minimum en vue du vaste territoire à couvrir.

## Bataille de Puebla (5 mai 1862)
Le corps expéditionnaire français composé d'environ 6 500 hommes,, arrive devant la ville le 5 mai 1862 au matin. Il est commandé par le général Lorencez, accompagné du général mexicain Almonte. La ville est tenue par les troupes de Benito Juárez commandées par le général Ignacio Zaragoza.

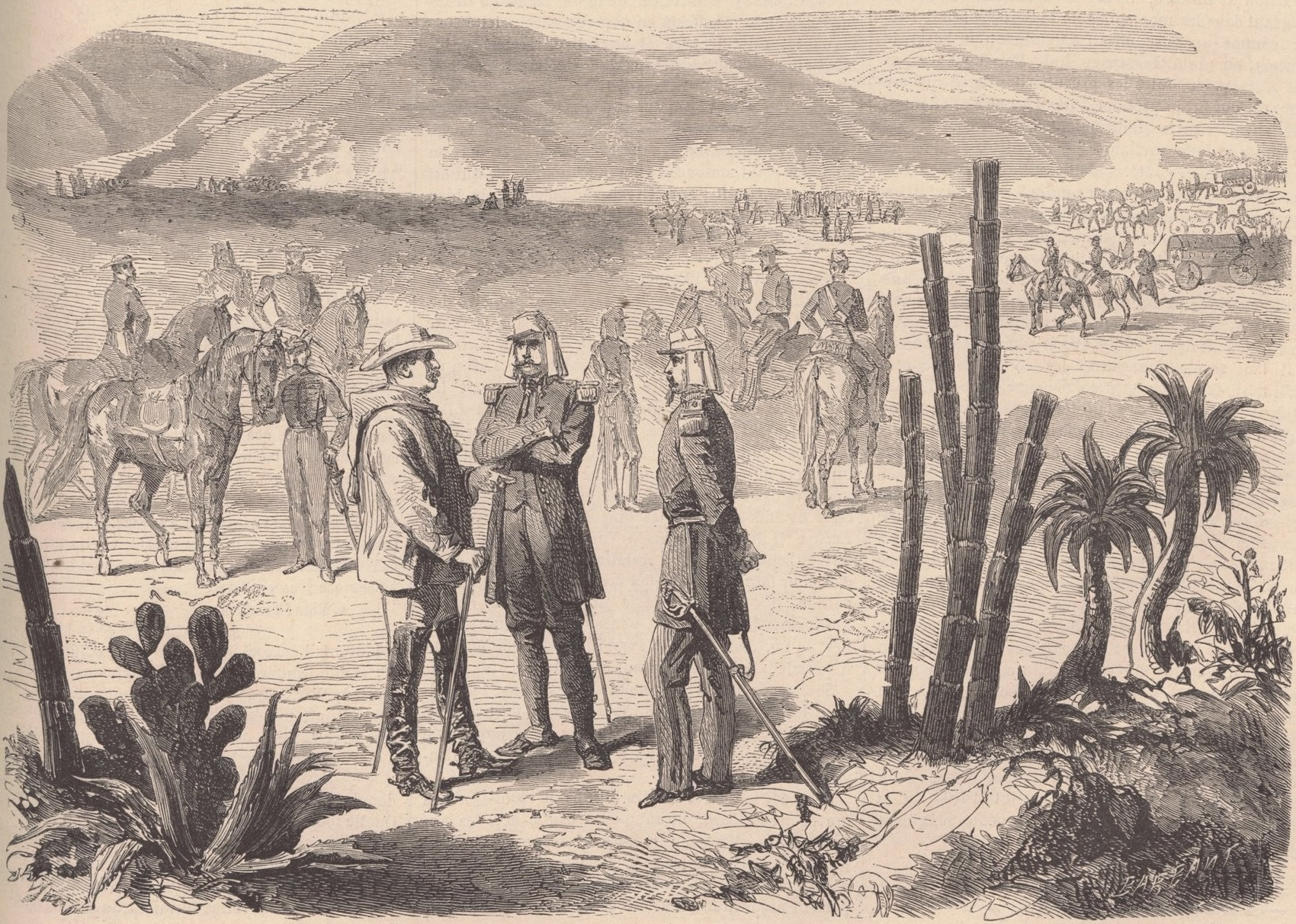
Marche sur Puebla: Le général Forey au bivouac de San Agostino del Palmar.

Une fois le passage d'Acutltzingo assuré, la colonne principale de l’armée française sortit de San Agustín de Palmar en Veracruz, pour traverser la Sierra Madre orientale et se diriger vers Puebla, passage obligé pour arriver à la capitale du pays qui était alors un des bastions du parti conservateur et où ils pensaient être reçus « avec une pluie de roses » comme l’avait assuré Saligny à Napoléon III dans une lettre. Le 3 mai dans la nuit, le général Zaragoza arriva à Puebla en laissant en arrière-garde une brigade de cavalerie pour repousser les envahisseurs. Les effectifs de l’armée d’Orient s’organisèrent dans les rues désertes de la ville dont la majeure partie de la population était en faveur de l’invasion. Zaragoza établit son quartier général à quelques mètres de la ligne de bataille, où il établit le plan pour la défense de la place, qui consista à concentrer les forces dans la partie sud et la partie est de la ville, espérant éviter que les Français n’atteignent la partie urbaine de la ville.
Le 4 mai, les éclaireurs mexicains revinrent avec des informations qui disaient qu’une colonne de conservateurs à cheval, avec à sa tête Leonardo Marquez et José Mari Cobos, marchaient sur la zone d’Atlixco afin de s’unir avec les forces de Lorencez pour attaquer Puebla. Zaragoza envoya une brigade de 2 000 hommes sous le commandement de Tomas O’Horan et Antonio Carbajal pour les contenir; ce qu’ils réussirent. Même si leurs forces avaient diminué, les Mexicains se préparaient à la défense de Puebla. Ils avaient deux batteries d’artillerie et deux de montagne, qui couvraient les forts avec 1 200 hommes et 3 500 hommes supplémentaires formés en quatre colonnes d’infanterie avec une batterie de bataille et une brigade à cheval du côté de la route vers Amozoc.
L’aile droite mexicaine était couverte par les troupes de Oaxaca dirigées par Porfirio Díaz. Felipe Berriózabal et Francisco Lamadrid occupaient le centre de la ligne avec les troupes de l’État de Mexico et de San Luis Potosi. Le côté gauche s’appuyait sur la montagne d’Acueyametepec qui se trouve sur la partie nord de la ville et où se trouvent au sommet Les Forts de Loreto et de Guadalupe, avec le général Miguel Negrete à la tête de la deuxième division d’Infanterie. Le reste de l’artillerie se trouvait dans les fortifications et bastions à l’intérieur de la ville dans les mains du général Santiago Tapia.
Le 5 mai à 9 heures et quart du matin, les Français apparurent à l’horizon, avançant depuis la proche Hacienda de Rementeria, échangeant des tirs avec la cavalerie qui battait en retraite et qui ne s’est retirée que dès lors que les lignes françaises étaient formées et prêtes à avancer. La bataille commença formellement à 11 h 15, annoncée par un coup de canon tiré depuis le Fort de Guadalupe et accompagné par les carillons des cloches des différentes églises de la ville. Il y eut à ce moment un mouvement surprenant : la colonne française, qui avançait d’est en ouest, se divisa en deux : la première, composée d’à peu près 4 000 hommes et protégée par son artillerie, réalisa un violent virage vers la droite et se dirigea vers les forts ; pendant que la seconde colonne, composée du reste de l’infanterie restait comme réserve.
Les conservateurs Almonte, Antonio de Haro et Tamariz, qui accompagnaient les Français, avaient suggéré d’attaquer aux abords de l’ancien couvent du Carmen, dans le sud de la ville, en prenant comme antécédent ce qui s’était passé pendant le siège de la guerre contre les États-Unis. Lorencez, confiant en la supériorité de ses troupes, tout comme en l’aide qu’il attendait du contingent de Marquez, ignora le conseil et décida de concentrer l’attaque sur les forts, où les Mexicains étaient en avantage. Zaragoza s´est rendu compte de la manœuvre et modifia rapidement son plan de bataille, mobilisant les troupes vers les flancs de la colline. Le 6e bataillon de la Garde nationale de l’État de Puebla, sous le commandement du colonel Juan Nepomuceno Méndez, fut le premier corps de l’armée d’Orient à faire face aux Français, en se positionnant sur la ligne entre les forts et à repousser l’attaque. Zaragoza fit avancer les forces de Berriózabal rapidement entre les roches, en la positionnant entre les flancs qui séparaient Loreto et Guadalupe. Pendant ce temps, le général Antonio Alvarez avec sa brigade protégeait le flanc gauche des bastions.
La ligne de bataille mexicaine forma un angle qui s’étendait de Guadalupe à un lieu connu comme la place de Roman faisant face aux positions ennemies. Zaragoza ordonna au général Lamadrid de défendre avec les troupes de San Luis Potosi et deux pièces d’artillerie le chemin qui connectait la ville au refuge d'Amozoc. Le côté droit de la ligne de bataille mexicaine était fermé par Porfirio Díaz avec la division de Oaxaca, appuyé par les escadrons de Lanceros de Toluca et Oaxaca.
Les Français continuaient leur avancée, positionnant leurs batteries face à Guadalupe tout en répondant aux tirs mexicains qui venaient de cette position. À ce moment, les zouaves, le régiment d’élite de l’infanterie française, commencèrent l’ascension de la colline vers Guadalupe échappant à la mire des fusils mexicains et apparurent soudainement tirant face à la fortification. Les soldats de Berriózabal les reçurent avec leurs baïonnettes, ce qui les força à se retirer en ordre afin de se mettre hors de portée de tir. Ils se retirèrent rapidement et se lancèrent à nouveau essayant de prendre le fort. Les Français, appuyés par le 1er et 2e régiments d’infanterie de marine, se ruèrent sur le reste de la ligne mexicaine, reçus par les baïonnettes. La colonne française fut repoussée à Guadalupe, tout comme les attaques des autres colonnes françaises déployées. À ce moment, le colonel mexicain José Rojo avertit Antonio Alvarez qu’il était temps que la cavalerie mexicaine entre en action pour une victoire complète. Il ordonna aux carabiniers de Pachuca de charger sur les restes de la colonne déployant ses carabines et lançant des coups d’épée vers les Français, totalement repoussés.
À deux heures et demie de l’après-midi, lorsque commençait à se profiler une victoire pour les Mexicains, Lorencez prêt à lancer le dernier assaut, dirigea les chasseurs de Vincennes et le Régiment des Zouaves vers Guadalupe, pendant qu’il mettait en marche une seconde colonne d’attaque composée des restes du corps de bataille — à l’exception du 99e de ligne qui était resté de réserve au campement français- afin d’attaquer le côté droit de la ligne de bataille mexicaine. Face à cette situation, vinrent à leur rencontre les Zapadores (sapeurs) de San Luis Potosi, sous le commandement du Général Lamadrid, livrant un terrible combat à la baïonnette. Une maison située dans les flancs de la colline fut l’objectif. Les Français la prirent et se réfugièrent à l’intérieur. Expulsés par les zapadores, ils la reprirent et furent à nouveau expulsés par les troupes de Lamadrid. Un brigadier mexicain nommé Palomino se retrouva entre les zouaves et se bâtit au corps à corps en prenant possession comme butin de guerre de la bannière d’un soldat tombé mort, ce qui donna à ce moment-là un avantage psychologique pour les défenseurs.
Plus tard dans l’après-midi, une averse tomba sur le camp rendant plus difficile l’avancée des troupes françaises. Zaragoza ordonna au bataillon Reforma de San Luis Potosi de sortir en appui aux forts. Il y avait à Loreto un canon de 68 livres qui causait d’énormes dégâts au sein des colonnes françaises. Les zouaves réalisèrent une charge d’infanterie désespérée afin de prendre possession de cette pièce. L’artilleur mexicain, surpris par la rapidité française, avait dans ses mains le boulet de canon sans réussir à le mettre dans la bouche à feu. Un zouave apparut face à lui, ainsi que le reste du corps qui une fois les fortifications prises aurait pu contribuer à élever le moral français et ainsi perdre la victoire obtenue. L’artilleur tira une balle au soldat français qui, mortellement blessé par le coup à la tête, tomba dans le fossé du parapet. Après que cet assaut fut repoussé, les Français ne cessèrent de reculer, poursuivis par le bataillon Reforma.
Pendant ce temps, alors que la seconde colonne arrivait au Fort de Guadalupe protégée par une ligne de tireurs, Porfirio Díaz vint en aide aux fusiliers de San Luis Potosi, qui étaient sur le point de se faire encercler. Il déplaça en colonne le bataillon Guerrero qui était sous les ordres du colonel Jiménez et gagna du terrain sur les Français. En appui, il envoya le reste des troupes d'Oaxaca, avec les colonels Espinoza et Loaeza à leur tête qui réussirent à expulser l’ennemi des abords. Le succès encouragea Díaz, qui détacha le bataillon Morelos avec deux pièces d’artillerie du côté gauche pendant que les Rifleros de San Luis Potosi du côté droit se remettaient du combat, précédés par une charge des Lanceros d'Oaxaca impliqués dans un combat au corps à corps qui repoussa les assaillants.
À ce moment, avant d’être repoussés pour la dernière fois, les effectifs français commencèrent à fuir, complètement dispersés. Ils se replièrent à la hacienda de Los Alamos pour finalement se retirer vers Amozoc.
Le 6 mai, les Français reçoivent des renforts du gouvernement conservateur commandés par les généraux Márquez, Cobos et Zuloaga, puis le 7 les renforts d'une troupe de 2 000 Mexicains subsidiés par l'Église catholique venus de Guanajuato.
Côté français, les pertes sont de 476 hommes d'après le bilan officiel, dont 16 officiers et 156 soldats tués ou portés disparus, et 19 officiers et 285 soldats blessés. Parmi les blessés, 1 officier et 32 soldats sont faits prisonniers, ainsi que deux soldats valides. De son côté, le général mexicain Ignacio Zaragoza donne dans son rapport un bilan de 83 morts, 132 blessés et 12 disparus pour ses troupes.
Le 8 mai, les Français et les Mexicains conservateurs venus les aider se retirèrent dans le port de Veracruz puis se retranchèrent avec le général Lorencez dans la ville d'Orizaba. Le général mexicain Jesús González Ortega (es) reçut l'ordre de faire le siège de la ville et prit possession avec 2 000 hommes et de nombreux canons de la colline du Cerro Borrego avec l'intention de bombarder la ville. Le 14 juin, le capitaine Paul Alexandre Détrie avec moins de 150 hommes fit l’ascension de nuit de la colline et délogea les Mexicains lors de la bataille de Cerro del Borrego. Croyant avoir affaire au gros de l’armée française, les Mexicains, pris de panique, s'enfuient, laissant les obusiers sur place. Cette victoire du Borrego, qui libéra le siège d'Orizaba, connut un immense retentissement en France, redonna le moral au corps expéditionnaire éprouvé par la défaite de Puebla et mit fin à la campagne de 1862.
Depuis la bataille de Puebla, le 5 mai (El Cinco de Mayo) est célébré au Mexique, (c'est un jour non travaillé officiel pour les employés du gouvernement fédéral dans tout le pays et c'est un jour férié officiel dans l'État de Puebla), et surtout aux États-Unis, notamment en Californie. Une pièce de monnaie de 10 pesos de circulation courante à l'effigie du général Ignacio Zaragoza, émise en 2012, commémore les 150 ans de la Batalla de Puebla.

## Prise de Puebla
Le 17 mai 1863, les troupes françaises et conservatrices prennent victorieusement Puebla. En avril 1867, les troupes républicaines reprennent possession de Puebla (Toma de Puebla (1867) (es)).